# Piz Tasna
Piz Tasna to szczyt w paśmie Silvretta, w Alpach Retyckich. Leży we wschodniej Szwajcarii, w kantonie Gryzonia.
U podnóży góry leży miejscowość Sent.